# (25128) 1998 SK1
1998 أس كي 1 (ويعرف أيضًا باسم (25128) 1998 أس كي 1 وفق تسمية الكوكب الصغير) (بالإنجليزية: 1998 SK1)‏ هو كويكب ضمن حزام الكويكبات؛ وترتيبه 25128 من حيث الاكتشاف.
اكتُشف هذا الجُرم الفلكي بواسطة OCA–DLR Asteroid Survey ‏ في 16 سبتمبر 1998.

## وصلات خارجية
- (25128) 1998 SK1 في قاعدة بيانات مختبر الدفع النفاث لأجرام النظام الشمسي الصغيرة

- الاكتشاف · مخطط المدار ·  العناصر المدارية · المعلمات المادية

- (25128) 1998 SK1 على موقع ويكي سكاي: DSS2, SDSS, GALEX, IRAS, Hydrogen α, X-Ray, Astrophoto, Sky Map, Articles and images